# Elisabethpsalter

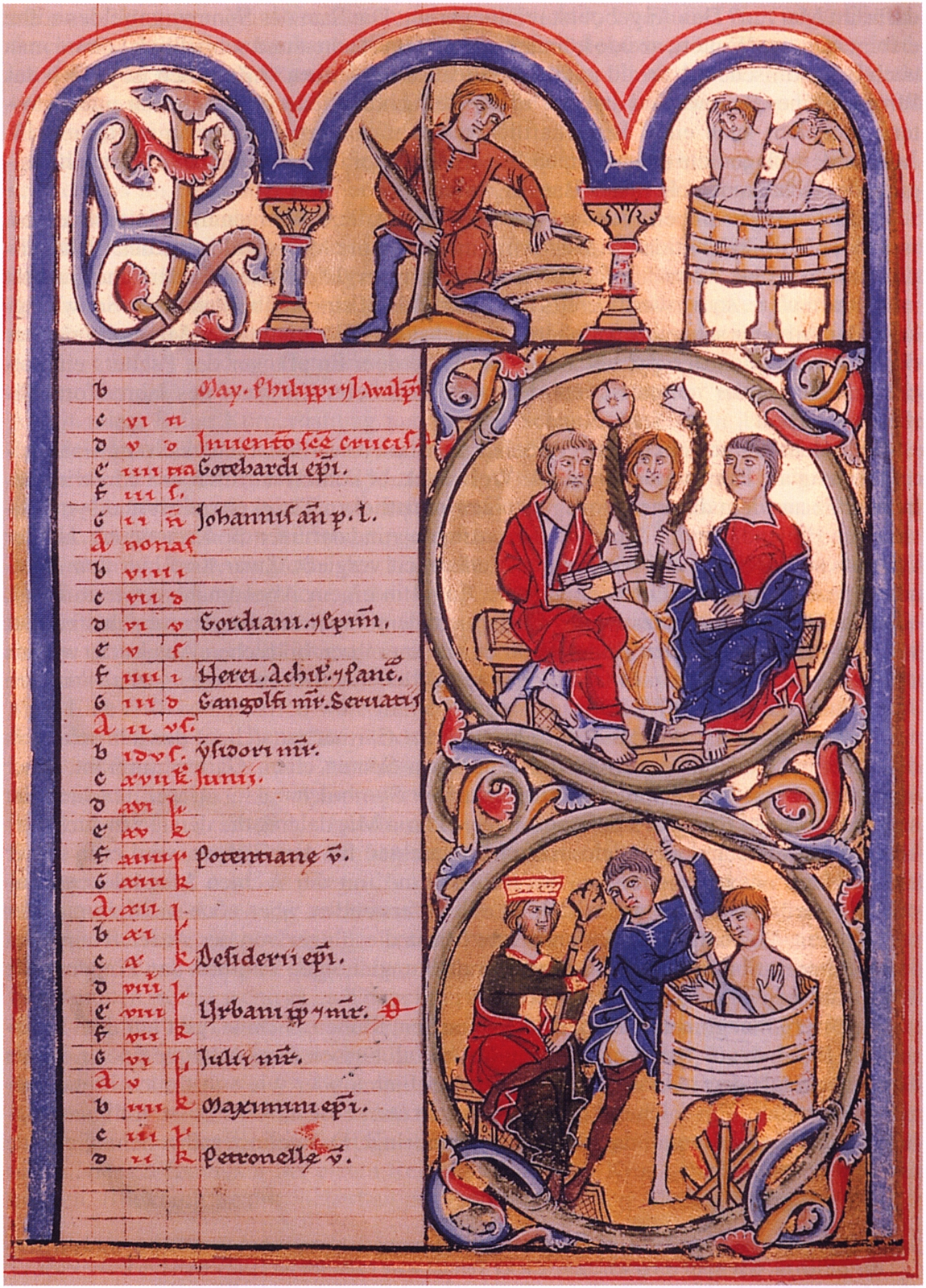
Kalenderblatt für Mai

Der sogenannte Elisabethpsalter ist eine vermutlich zu Beginn des 13. Jahrhunderts entstandene Bilderhandschrift. Er besteht aus 173 Blatt Pergament und umfasst neben Psalmen auch Gebete, einen Heiligenkalender, Cantica und eine Litanei. Der Psalter wird heute im Museo Archeologico Nazionale in Cividale aufbewahrt.
Es handelt sich um einen Privatpsalter, der sich im Besitz Sophias von Thüringen befand, der Ehefrau des Landgrafen von Thüringen Hermanns I., für die er wahrscheinlich auch gearbeitet wurde. Sie übergab das kostbare Buch später ihrer Schwiegertochter Elisabeth von Thüringen. Gemeinsam mit dem Landgrafenpsalter gehört es zu den Gebrauchsgegenständen, die aus dem Leben der Elisabeth von Thüringen erhalten geblieben sind. Nach Cividale gelangte er wohl als Geschenk Elisabeths über ihren Onkel Berthold von Andechs, der als Patriarch von Aquileia zugleich dem Domkapitel von Cividale vorstand. Die Handschrift entstand wahrscheinlich im Kloster Reinhardsbrunn in Thüringen, das im Codex bildlich dargestellt und genannt ist; der Zeitraum lässt sich nach von dem Knesebeck auf 1201–1207 eingrenzen. Terminus post quem ist die Heiligsprechung der Kaiserin Kunigunde im Jahre 1200, da die neue Heilige in der Allerheiligenlitanei auf fol. 170r zwischen Katherina und Scholastica genannt wird.
Der Psalter ist ausgesprochen aufwendig und kostbar gearbeitet. Das zeigt sich zum einen in den Miniaturen, die teilweise ganzseitig gearbeitet sind. Die Vorderseite des Einbandes zeigt als durchbrochenes Holzrelief auf einem silbervergoldeten Grund die Kreuzigung mit Evangelistensymbolen, Engeln sowie Ekklesia und Synagoge. Die Malereien werden stilistisch mit niedersächsischen Werken verglichen und gehören zu den frühesten Beispielen des Zackenstils.
Der Psalter thematisiert unter anderem die Fürsorge für Arme und Kranke als christliche Pflicht und ist deshalb auch vor dem Hintergrund der breiten religiösen Armutsbewegung zu sehen, die sich gegen Ende des 12. Jahrhunderts in Europa etablierte und unter anderem ihren Niederschlag im Beginentum fand. Weibliche Laien lebten entsprechend dem apostolischen Ideal in Armut und Keuschheit, ohne sich den Regeln eines Ordens zu unterwerfen, und bestritten ihren Unterhalt aus karitativer Tätigkeit. Zu ihren prominentesten Vertreterinnen zählte die 1213 verstorbene Maria von Oignies. Besonders eindringlich zeigt dies der Psalter auf seinem Schlussblatt mit der Darstellung des tätigen, dem Mitmenschen zugewandten Lebens. 
Für die zwei ersten Besitzerinnen des Psalters wurde dies zum Lebensthema. Sophie von Thüringen zog sich nach dem Tod ihres Mannes in ein Zisterzienserkloster zurück. Elisabeth von Thüringen kehrte nach dem Tode ihres Mannes dem Leben am thüringischen Hof den Rücken, um als einfache und materiell arme Spitalschwester Bedürftige zu versorgen. Sie wird bis heute als Sinnbild tätiger Nächstenliebe verehrt.